# Ribécourt-Dreslincourt

Ribécourt-Dreslincourt este o comună în departamentul Oise, Franța. În 1 ianuarie 2022 avea o populație de 3.809 de locuitori.